# گویتاگیبونگ
گویتاگیبونگ (به لاتین: Gwittaegibong) یک کوه در کره جنوبی است که در کره جنوبی واقع شده‌است. گویتاگیبونگ ۱٬۵۷۷ متر بالاتر از سطح دریا واقع شده‌است.